# Anaílson
Anaílson Brito Noleto (ur. 8 marca 1978) – brazylijski piłkarz występujący na pozycji pomocnika.

## Kariera piłkarska
Od 1998 do 2012 roku występował w Rio Branco, São Caetano, Marília, Náutico, Tokyo Verdy, Santo André, Atlético Goianiense, XV de Novembro Piracicaba i Rio Verde.